# 정읍대로
정읍대로(Jeongeup-daero)는 전북특별자치도 정읍시 입암면 호남제2터널과 감곡면 계룡리 시계를 잇는 전북특별자치도의 도로이다.

## 연혁
- 2005년 12월 30일 : 정읍시 장명동 ~ 태인면 오봉리 12.92km 구간 확장 개통[1]
- 2008년 8월 14일 : 정읍시 옹동면 용호리 ~ 김제시 금구면 용복리 10.16km 구간 확장 개통, 기존 10.2km 구간 폐지[2]
- 2008년 12월 30일 : 정읍시 태인면 오봉리 ~ 옹동면 용호리 3.75km 구간 확장 개통, 기존 3.9km 구간 폐지[3]
- 2009년 7월 10일 : 2개 이상 시·도에 걸쳐 있는 도로로 정읍대로를 고시[4]
- 2013년 12월 31일 : 삼산 ~ 금붕간 도로(정읍시 신월동 ~ 송산동) 3.2km 구간 확장 개통[5]
- 2016년 2월 5일 : 정읍 ~ 원덕간 도로 2공구(정읍시 입암면 신면리 ~ 신월동) 4.8km 구간 임시 개통[6]
- 2016년 7월 7일 : 정읍 ~ 원덕간 도로 2공구(장성군 북이면 원덕리 ~ 정읍시 입암면 신면리) 6.0km 구간 확장 개통 및 기존 장성군 북이면 원덕리 ~ 정읍시 입암면 마석리 12.88km 구간 폐지[7]

## 주요 경유지
전북특별자치도
- 정읍시 (입암면 - 상교동 - 내장상동 - 장명동 - 북면 - 정우면 - 태인면 - 옹동면 - 감곡면)

## 노선
| 이름                                         | 접속 노선                                                         | 소재지          | 소재지                                                                              | 비고                                                          |
| 하서대로와 직결                              | 하서대로와 직결                                                   | 하서대로와 직결 | 하서대로와 직결                                                                     | 하서대로와 직결                                               |
| -------------------------------------------- | ----------------------------------------------------------------- | --------------- | ----------------------------------------------------------------------------------- | ------------------------------------------------------------- |
| 호남제2터널                                  |                                                                   | 정읍시          | 입암면                                                                              | 국도 제1호선 구간 김제 방면 연장 1,760m 장성 방면 연장 1,720m |
| 입암터널                                     |                                                                   | 정읍시          | 입암면                                                                              | 국도 제1호선 구간 김제 방면 연장 308m 장성 방면 연장 301m     |
| (교량 명칭 미상)                             |                                                                   | 정읍시          | 입암면                                                                              | 국도 제1호선 구간                                             |
| 입암 교차로 (내장산IC사거리) (내장산 나들목) | 25호선 호남고속도로 지방도 제708호선 (입암로) (첨단과학로) 면접길 | 정읍시          | 입암면                                                                              | 국도 제1호선 구간                                             |
| (교량 명칭 미상) (생태통로)                  |                                                                   | 정읍시          | 입암면                                                                              | 국도 제1호선 구간                                             |
| (교량 명칭 미상)                             |                                                                   | 정읍시          | 상교동                                                                              | 국도 제1호선 구간                                             |
| 신월 교차로                                  | 지방도 제708호선 (정읍사로)                                       | 정읍시          | 상교동                                                                              | 국도 제1호선 구간                                             |
| 월성교                                       |                                                                   | 정읍시          | 상교동                                                                              | 국도 제1호선 구간                                             |
| 신월터널                                     |                                                                   | 정읍시          | 상교동                                                                              | 국도 제1호선 구간 연장 860m                                   |
| 신월터널                                     | 내장상동                                                          | 정읍시          |                                                                                     | 국도 제1호선 구간 연장 860m                                   |
| 송산2 교차로                                 | 천변로                                                            | 정읍시          | 국도 제1호선 구간 김제 방면 진입 불가 장성 방면 진출 불가                           |                                                               |
| 송학교                                       |                                                                   | 정읍시          | 국도 제1호선 구간                                                                   |                                                               |
| 송산 교차로 (행정교)                         | 국도 제21호선 국도 제29호선 (내장산로)                            | 정읍시          | 국도 제1, 21호선 구간                                                               |                                                               |
| 금곡교                                       |                                                                   | 정읍시          | 국도 제1, 21호선 구간                                                               |                                                               |
| 용호터널                                     |                                                                   | 정읍시          | 국도 제1, 21호선 구간 김제 방면 연장 285m 장성 방면 연장 250m                       |                                                               |
| 용호터널                                     | 장명동                                                            | 정읍시          | 국도 제1, 21호선 구간 김제 방면 연장 285m 장성 방면 연장 250m                       |                                                               |
| 구룡교                                       |                                                                   | 정읍시          | 국도 제1, 21호선 구간                                                               |                                                               |
| 용호 교차로                                  | 지방도 제708호선 (정읍북로)                                       | 정읍시          | 국도 제1, 21호선 구간 지방도 제708호선 구간 김제 방면 진출 불가 장성 방면 진입 불가 |                                                               |
| 박동 교차로                                  | 서부산업도로                                                      | 정읍시          | 북면                                                                                | 국도 제1, 21호선 구간 지방도 제708호선 구간                   |
| 새한교 조동교                                |                                                                   | 정읍시          | 북면                                                                                | 국도 제1, 21호선 구간 지방도 제708호선 구간                   |
| 화해 교차로                                  | 지방도 제708호선 (칠북로)                                         | 정읍시          | 북면                                                                                | 국도 제1, 21호선 구간 지방도 제708호선 구간                   |
| 정우교                                       |                                                                   | 정읍시          | 정우면                                                                              | 국도 제1, 21호선 구간                                         |
| 정우 교차로                                  | 정우남로 송배2길                                                  | 정읍시          | 정우면                                                                              | 국도 제1, 21호선 구간 김제 방면 진입 불가 장성 방면 진출 불가 |
| 우산 교차로 (사포교)                         | 정읍북로                                                          | 정읍시          | 정우면                                                                              | 국도 제1, 21호선 구간                                         |
| 지경 교차로                                  | 태고로                                                            | 정읍시          | 정우면                                                                              | 국도 제1, 21호선 구간 장성 방면 진출입만 가능                 |
| 태서1교                                      |                                                                   | 정읍시          | 정우면                                                                              | 국도 제1, 21호선 구간                                         |
| 태서1교                                      | 태인면                                                            | 정읍시          |                                                                                     | 국도 제1, 21호선 구간                                         |
| 대각교 신내교 용신교                         |                                                                   | 정읍시          |                                                                                     | 국도 제1, 21호선 구간                                         |
| 태인 교차로 (태창교)                         | 석지로                                                            | 정읍시          |                                                                                     | 국도 제1, 21호선 구간                                         |
| 왕림 교차로                                  | 국도 제30호선 (태인 ~ 옹동간 도로)                                | 정읍시          |                                                                                     | 국도 제1, 21호선 구간                                         |
| 오성 교차로 (오성교)                         | 옹지동촌로 정읍북로                                               | 정읍시          |                                                                                     | 국도 제1, 21호선 구간                                         |
| 오성 교차로 (오성교)                         | 옹지동촌로 정읍북로                                               | 정읍시          | 옹동면                                                                              | 국도 제1, 21호선 구간                                         |
| 녹동 교차로                                  | 정읍북로 녹동길                                                   | 정읍시          |                                                                                     | 국도 제1, 21호선 구간                                         |
| 용호교                                       |                                                                   | 정읍시          |                                                                                     | 국도 제1, 21호선 구간                                         |
| 용호 교차로                                  | 상산로 정읍북로                                                   | 정읍시          |                                                                                     | 국도 제1, 21호선 구간                                         |
| 솔튼터널                                     |                                                                   | 정읍시          | 국도 제1, 21호선 구간 김제 방면 연장 780m 장성 방면 연장 700m                       |                                                               |
| 솔튼터널                                     | 감곡면]                                                           | 정읍시          | 국도 제1, 21호선 구간 김제 방면 연장 780m 장성 방면 연장 700m                       |                                                               |
| 통석 교차로                                  | 금평로 정읍북로 통사1길 통사2길 통석길                            | 정읍시          | 국도 제1, 21호선 구간                                                               |                                                               |
| 선비로와 직결                                |                                                                   |                 |                                                                                     |                                                               |